# Anticoreura peba
Anticoreura peba är en fjärilsart som beskrevs av Druce 1897. Anticoreura peba ingår i släktet Anticoreura och familjen tandspinnare. Inga underarter finns listade i Catalogue of Life.